# Prollermühle
Prollermühle ist Ortsteil der Gemeinde Georgenberg im Bezirk Oberpfalz im Landkreis Neustadt an der Waldnaab.

## Geographische Lage
Die Einöde Prollermühle liegt ungefähr fünf Kilometer südwestlich von Georgenberg im Zottbachtal, einen Kilometer südlich der Staatsstraße 2396. Der Ort liegt auf der Ostseite des Zottbaches.

## Geschichte
Seit 1821 war Prollermühle (auch: Prollermühl) Gemeindeteil der Gemeinde Dimpfl.
Zur Gemeinde Dimpfl gehörten Dimpfl selbst, Galsterlohe, Hammermühle, Kühtränk, Papiermühle, Prollermühle, Rehberg, Rehlohe und Schmidtlerschleif.
1867 hatte Prollermühle 4 Gebäude und 6 Einwohner.
Prollermühle gehörte zur Gemeinde Dimpfl zu der außer Dimpfl selbst mit 123 Einwohnern und 39 Gebäuden, Galsterlohe (einschließlich Ziegelhütte) mit 69 Einwohnern und 10 Gebäuden, Hammermühle mit 11 Einwohnern und 3 Gebäuden, Kühtränk mit 11 Einwohnern und 4 Gebäuden, Papiermühle mit 12 Einwohnern und 4 Gebäuden, Rehberg mit 94 Einwohnern und 24 Gebäuden, Rehloh mit 9 Einwohnern und 3 Gebäuden, Schmidtlerschleif mit 25 Einwohnern und 4 Gebäuden zählten.
1970 fand eine Volksabstimmung zur freiwilligen Gebietsreform statt.
In der Folge wurde zum 1. Januar 1971 die Gemeinde Dimpfl nach Georgenberg eingemeindet.
Auf diese Weise gelangte auch Prollermühle in die Gemeinde Georgenberg.

## Religion
Prollermühle gehört zur Pfarrei Neukirchen zu St. Christoph und zum Dekanat Leuchtenberg.
Die ältesten Einträge in die Kirchenbücher der Pfarrei Neukirchen zu St. Christoph zur Ortschaft Prollermühle stammen aus dem Jahr 1757 (Taufmatrikel).
1838 hatte Prollermühle ein Haus und 6 Katholiken.
Prollermühl war zu dieser Zeit zu 100 % katholisch.
1913 hatte Prollermühle ein Haus und 8 Katholiken.
Die Pfarrei Neukirchen zu St. Christoph hatte zu dieser Zeit 1474 Katholiken und 6 Protestanten.
1990 lebten in Prollermühle 15 Katholiken.
Die Pfarrei Neukirchen zu St. Christoph hatte zu dieser Zeit 1541 Katholiken und 24 Nichtkatholiken.

## Sehenswertes
In Prollermühle führt eine Brücke über den Zottbach.
Auf der westlichen Seite des Zottbaches verläuft der Glasschleiferweg.
Dieser Wanderweg führt in südlicher Richtung am Zottbach entlang über Hagenmühle nach Pleystein.
In nördlicher Richtung verläuft er am Zottbach entlang über Neuenhammer nach Georgenberg.